# 绝对唯心主义
绝对唯心論是一個本体论方面上的一元论哲学理論，主要与黑格尔和谢林有关，他们都是生活於十九世纪的認可流行於德国的唯心論的哲学家。这一标签也被贴在其他哲学家身上，如深受黑格尔作品影响的美国哲学家喬賽亞·羅伊斯，以及來自於英国的唯心論者。

## 概述
作为唯心論的一個分支，绝对唯心論是黑格尔所提出的关于存在如何最终被理解为一个包罗万象的整体（das Absolute）的论述。黑格尔认为，为了使思维主体（人类理性或意识）能够认识其客体（世界），在某种意义上，思维与存在必须具有同一性，否则，主体就永远无法接触客体，人们对世界的任何认识都不会有确定性。
然而，为了解释思维与存在之间的差异，以及各自的丰富性和多样性，思维与存在的统一性就不能表述为 "我=我 "的抽象同一性。绝对唯心論试图用一种新的 思辨的哲学方法来证明这种统一性，这就需要新的概念和逻辑规则。黑格尔认为，存在的绝对基础本质上是一个动态的、历史的必然过程，它以日益复杂的存在形式和意识形式自行展开，最终导致世界及人们思考和认识世界的概念的多样性。
绝对唯心論立场在十九世纪的英国和德国哲学中占据主导地位，而在美国的影响力则要小得多。绝对唯心論立场应与贝克莱所發展的主观唯心論、康德所創立的先验唯心論和费希特及早期的谢林所創立的后康德超验唯心論（又称 "批判唯心主义"）区分开来。

## 理論
根據學者安德魯·鮑伊（Andrew Bowie）的說法，黑格爾的思想體系依賴於展示關於世界實際上如何的每種觀點和假設如何存在內部矛盾：「這必然導致思想以更全面的方式來把握世界，直到不可能有更全面的方式，因為不再有任何矛盾會引起它。”
黑格爾的立場是對弗里德里希·威廉·約瑟夫·馮·謝林所提出的絕對概念的批判性轉變，謝林提出關於同一性的哲學理論：
那麼，「絕對同一性」就是存在的兩個面向的聯繫，一方面是宇宙，另一方面是變化的多樣性，可知的宇宙也是如此。謝林現在堅持認為，「自笛卡兒以來，『我思』、 ‘我是’是所有知識的基本錯誤；思想不是我的思想，存在也不是我的存在，因為一切都只是上帝或整體」（SW I/7，頁148），故此「我」被「肯定」為存在的謂詞，後者位於其前面。——弗里德里希·威廉·約瑟夫·馮·謝林
在謝林和黑格爾的體系中（尤其是後者），該計劃的目標是完成形而上學。正如雷丁所描述的：「雖然對於黑格爾的邏輯方法與康德的邏輯方法如何相關存在意見分歧，但重要的是要認識到，對黑格爾來説，邏輯不僅僅是一門關於我們思想形式的科學。它也是一門關於實際的科學。內容也是如此，因此具有本體論維度。”
謝林將理性視為精神與現象世界之間的聯繫，正如勞爾所解釋的那樣：「對謝林來說，自然並不是理性的否定，因為理性使世界成為其家園，所以自然就服從於它，但自從它誕生以來，自然就已經成為了理性的家園。」

## 發展
絕對唯心主義吸收了絕對精神這一概念並將絕對唯心論嚴重扭曲和簡單化。絕對唯心主義認為絕對精神就像神一樣是歷史的主宰，每當它選擇了某些國家或體制作為文明前進的方向時，人們只能順服，因此歷史唯物主義認為絕對唯心主義是宿命論思想。此外，歷史唯物主義認為絕對唯心主義跟唯心主義的其他分支（如歷史唯心主義）一樣，強行把現實描述為符合唯心主義者所持有的觀點的東西，而不是像唯物主義者那樣對現實進行深刻的考究。黑格爾主義者聲稱絕對唯心主義者嚴重曲解了黑格爾的思想。
馬克思主義的開創人卡爾·馬克思聲稱由絕對唯心論發展而來的辨證唯心主義具有一定程度上的進步意義，但仍有其局限性，例如過度專注於人們的精神世界而非他們所身處的物質環境，因此卡爾·馬克思創立了辨證唯物主義以試圖克服這些困難。

## 反應
絕對唯心論大大改變了哲學面貌。這種影響主要體現在它引起的強烈反對。邏輯實證主義和分析哲學都源自對 於十九世紀在英國盛行的黑格爾主義（Hegelianism）的反抗。歐陸現象學思想、存在主義和後現代主義也尋求「將自己從黑格爾思想中解放出來」。
二十世紀歐陸哲學的領導人物之一馬丁·海德格爾試圖與黑格爾的著作保持距離。海德格爾在《存在與時間》中的哲學主題之一是“克服形上學”，旨在將他所寫的書與黑格爾所寫的小冊子區分開來。1927年出版後，海德格「對他們（德國唯心論者）的早期排斥讓位給不斷增長的尊重和批判性參與」。他繼續將自己的哲學與絕對唯心論進行比較和對比，主要是因為批判性評論認為絕對唯心論的某些元素預見了海德格爾「克服形上學」的概念。

## 外部連結
- 罗伯特·皮平：现代欧洲思想中的唯心主义与反唯心主义 （页面存档备份，存于）